# Informe
El informe o reporte es un documento escrito en prosa informativa con el propósito de comunicar. Por consiguiente, refiere hechos obtenidos o verificados por el autor (reconocimientos, investigaciones, estudios o trabajos). Además, aporta los datos necesarios para una completa comprensión del caso, explica los métodos empleados y propone o recomienda la mejor solución para el hecho tratado.

## Etimología
La palabra "informe" proviene del latin "informare", que significa "dar forma". En su origen, se refería a la acción de dar forma o estructura a la información.

## Partes de un informe
1. Inicio: Son los datos del escritor o autor y el título del informe o reporte del que sea necesario(no es estrictamente necesario).
2. Objetivo general: Es un enunciado que resume la idea central y finalidad de un trabajo.
3. Objetivo específico: Detallan los procesos necesarios para la completa realización del trabajo. Resumir y presentar la idea central de un trabajo académico.
4. Introducción: Es un breve párrafo de lo que va a tratar el tema.
5. Cuerpo: Es la información principal y completa del tema.
6. Conclusiones: Se da una opinión personal sobre el tema  en dicho informe.
7. Bibliografía: Es el ordenamiento alfabético y por fecha de la literatura usada para responder todas las inquietudes y plantear las ideas del trabajo.[4][5]

## Forma
En cuanto a un formato, los informes varían desde un punto de vista que indican los asuntos tratados a formatos más complejos incluyendo diagramas, gráficos, imágenes, tablas de contenido, extractos, resúmenes, apéndices, notas al pie de la página, hipervínculo y referencias; u otro tipo específico, redacción del informe como una sola unidad, donde se expone la información investigada, en la que no son necesarios los títulos, ya que están marcadas sus partes, aunque carezcan de esto.

## Tipos de informe
Por la materia que abarcan los informes se clasifican en:
- Científicos: se refieren a temas de ciencia y utilizan un lenguaje propio y riguroso; pertenecen a la categoría de “memorias científicas”.

Dependiendo de la materia, los informes académicos son los siguientes:
- Informes de laboratorio;
- Informes de investigación;
- Informes de libros.
- Técnicos: se desarrollan en las organizaciones públicas o privadas sobre temas de sociología , antropología, psicología social, entre otros; su lenguaje es accesible, pero mantiene el rigor de la investigación científica. Explica el desarrollo y los resultados de la investigación realizada sobre un tema o situación específica.[7]
- De divulgación: destinados al público en general; su lenguaje se adapta a una persona de mediana cultura.
- Mixtos: destinados tanto a instituciones como al público en general; su lenguaje se adapta al de ambos grupos de destinatarios.

Por las características textuales los informes se clasifican en:
- Expositivos: contienen una información, una descripción del tema o unas instrucciones. No es necesario incluir conclusiones, interpretación, o evaluación; a veces, reciben el nombre de dossier.
- Analíticos: tienen como objetivo justificar una decisión o acción (ya realizada o, al menos, proyectada). (Ibídem). Se denominan también propuesta o proyecto.
- Persuasivos: pretenden convencer al destinatario para que tome una decisión en la línea de lo que se expone en el informe. Proponen un plan de acción (es el informe más utilizado en consultoría).